# Tir aux Jeux olympiques d'été de 2016 - Pistolet à 25 m tir rapide hommes
Navigation
Londres 2012 Tokyo 2020
L'épreuve du tir rapide au pistolet à 25 mètres des Jeux olympiques d'été de 2016 se déroule au Centre national de tir de Rio de Janeiro les 12 et 13 août 2016.

## Format
L'épreuve se compose d'un tour de qualification et d'une finale. En qualification, chaque athlète effectue 60 tirs à 25 mètres de la cible. Les cibles se présentent par série de 5 cibles pivotantes. Chaque tireur doit effectuer douze séries en un temps limité. Quatre séries doivent être complétées en huit secondes chacune, quatre autres en six secondes et quatre en quatre secondes. Les six meilleurs tireurs en qualification se qualifient pour la finale.
Le format de la finale est modifié pour cette édition. Il s'agit d'un format à élimination. Les six tireurs prennent part à quatre séries de cinq tirs. À l'issue de ces séries, le moins bon score des six est éliminé. Quatre autres séries suivent, avec un tireur éliminé entre chaque série. Les deux derniers encore en lice tirent donc 40 fois, le troisième 35, le quatrième 30 et ainsi de suite. Le tireur ayant accumulé le meilleur total est désigné vainqueur.

## Qualifications
| Rang | Athlète                     | Première série | Première série | Première série | Première série | Deuxième série | Deuxième série | Deuxième série | Deuxième série | Total | X  | Notes |
| Rang | Athlète                     | 8              | 6              | 4              | Total          | 8              | 6              | 4              | Total          | Total | X  | Notes |
| ---- | --------------------------- | -------------- | -------------- | -------------- | -------------- | -------------- | -------------- | -------------- | -------------- | ----- | -- | ----- |
| 1    | Christian Reitz (GER)       | 100            | 99             | 97             | 296            | 100            | 100            | 96             | 296            | 592   | 27 | Q, OR |
| 2    | Zhang Fusheng (CHN)         | 99             | 99             | 94             | 292            | 100            | 99             | 99             | 298            | 590   | 27 | Q     |
| 3    | Jean Quiquampoix (FRA)      | 99             | 98             | 96             | 293            | 99             | 99             | 95             | 293            | 586   | 19 | Q     |
| 4    | Riccardo Mazzetti (ITA)     | 98             | 98             | 96             | 292            | 97             | 99             | 98             | 294            | 586   | 18 | Q     |
| 5    | Li Yuehong (CHN)            | 97             | 97             | 96             | 290            | 100            | 98             | 95             | 293            | 584   | 23 | Q     |
| 6    | Leuris Pupo (CUB)           | 95             | 100            | 95             | 290            | 100            | 98             | 95             | 293            | 583   | 19 | Q     |
| 7    | Gurpreet Singh (IND)        | 100            | 99             | 90             | 289            | 97             | 98             | 97             | 292            | 581   | 24 |       |
| 8    | Kim Jun-hong (KOR)          | 98             | 97             | 92             | 287            | 99             | 98             | 97             | 294            | 581   | 19 |       |
| 9    | Aleksey Klimov (RUS)        | 98             | 97             | 94             | 289            | 98             | 96             | 98             | 292            | 581   | 16 |       |
| 10   | Keith Sanderson (USA)       | 99             | 94             | 97             | 290            | 98             | 99             | 93             | 290            | 580   | 19 |       |
| 11   | Roman Bondaruk (UKR)        | 97             | 96             | 93             | 286            | 100            | 98             | 95             | 293            | 579   | 18 |       |
| 12   | Emil Milev (USA)            | 96             | 97             | 91             | 284            | 100            | 98             | 96             | 294            | 578   | 19 |       |
| 13   | Emerson Duarte (BRA)        | 98             | 97             | 90             | 285            | 99             | 100            | 94             | 293            | 578   | 19 |       |
| 14   | Jorge Llames (ESP)          | 97             | 99             | 92             | 288            | 98             | 96             | 95             | 289            | 577   | 14 |       |
| 15   | Rustam Lunev (AZE)          | 94             | 97             | 97             | 288            | 97             | 96             | 94             | 287            | 575   | 17 |       |
| 16   | Pavlo Korostylov (UKR)      | 96             | 99             | 98             | 293            | 99             | 96             | 86             | 281            | 574   | 18 |       |
| 17   | Oliver Geis (GER)           | 97             | 99             | 95             | 291            | 94             | 96             | 91             | 281            | 572   | 22 |       |
| 18   | Ghulam Mustafa Bashir (PAK) | 97             | 94             | 96             | 291            | 94             | 96             | 91             | 281            | 571   | 12 |       |
| 19   | Eita Mori (JPN)             | 97             | 96             | 91             | 284            | 95             | 97             | 94             | 286            | 570   | 13 |       |
| 20   | Piotr Daniluk (POL)         | 97             | 97             | 94             | 288            | 97             | 95             | 87             | 279            | 567   | 12 |       |
| 21   | Kang Min-su (KOR)           | 97             | 94             | 85             | 276            | 98             | 95             | 95             | 288            | 564   | 19 |       |
| 22   | Teruyoshi Akiyama (JPN)     | 98             | 96             | 94             | 288            | 95             | 93             | 88             | 276            | 564   | 18 |       |
| 23   | Ahmed Shaban (EGY)          | 96             | 92             | 90             | 278            | 96             | 95             | 93             | 284            | 562   | 6  |       |
| 24   | Marko Carillo (PER)         | 94             | 95             | 83             | 272            | 96             | 97             | 92             | 285            | 557   | 14 |       |
| 25   | Peeter Olesk (EST)          | 92             | 92             | 86             | 270            | 95             | 95             | 93             | 283            | 553   | 8  |       |
| 26   | David Chapman (AUS)         | 98             | 95             | 76             | 269            | 95             | 96             | 91             | 282            | 551   | 18 |       |

## Finale
| Rang                                | Athlète                 | 1 | 2 | 3 | 4 | Int | 5       | Int     | 6       | Int     | 7       | Int     | 8       | Total   | Note |
| ----------------------------------- | ----------------------- | - | - | - | - | --- | ------- | ------- | ------- | ------- | ------- | ------- | ------- | ------- | ---- |
| Médaille d'or, Jeux olympiques      | Christian Reitz (GER)   | 5 | 4 | 4 | 4 | 17  | 4       | 21      | 4       | 25      | 4       | 29      | 5       | 34      | OR   |
| Médaille d'argent, Jeux olympiques  | Jean Quiquampoix (FRA)  | 2 | 4 | 5 | 3 | 14  | 5       | 19      | 5       | 24      | 3       | 27      | 3       | 30      |      |
| Médaille de bronze, Jeux olympiques | Li Yuehong (CHN)        | 3 | 5 | 4 | 4 | 16  | 4       | 20      | 2       | 22      | 5       | 27 SO   | Éliminé | Éliminé |      |
| 4                                   | Zhang Fusheng (CHN)     | 5 | 4 | 5 | 4 | 18  | 2       | 20      | 1       | 21      | Éliminé | Éliminé | Éliminé | Éliminé |      |
| 5                                   | Leuris Pupo (CUB)       | 5 | 3 | 3 | 4 | 15  | 3       | 18      | Éliminé | Éliminé | Éliminé | Éliminé | Éliminé | Éliminé |      |
| 6                                   | Riccardo Mazzetti (ITA) | 2 | 2 | 4 | 2 | 10  | Éliminé | Éliminé | Éliminé | Éliminé | Éliminé | Éliminé | Éliminé | Éliminé |      |